# Javier Alva Orlandini
Javier Alva Orlandini (Cajamarca, 11 de diciembre de 1927 - Lima, 1 de junio de 2020) fue un abogado y político peruano. Líder histórico de Acción Popular, fue magistrado y presidente del Tribunal Constitucional, así como congresista de la república en el periodo 1995-2000 y senador en 2 periodos. Durante el segundo gobierno de Fernando Belaúnde ejerció como segundo vicepresidente de la república y presidente del Senado en 1981 hasta 1982. Además, fue también diputado y ministro de Gobierno y Policía en 1965.

## Biografía
Nació en la Provincia de Cajamarca, el 11 de diciembre de 1927. Fue hijo de José Felipe Alva y Alva y de Blanca Orlandini. Su padre fue abogado, poeta y senador por Cajamarca (1945-1948).
Cursó su educación primaria en su ciudad natal, luego pasó a Trujillo, donde cursó la secundaria en el Colegio Seminario San Carlos y San Marcelo (1941-1945).
En 1946 ingresó a la Universidad Nacional Mayor de San Marcos, donde estudió derecho y ciencias económicas. Se graduó de bachiller en derecho con su tesis sobre El pacto de preferencia (1952) y se recibió como abogado el 16 de enero de 1953.
Durante su época de estudiante universitario, luchó contra la candidatura única a la presidencia del general Manuel A. Odría (1950) y fue presidente del Centro Federado de los Estudiantes de la Facultad de Derecho (1952). Debido a sus actividades políticas, sufrió prisión durante tres meses en El Frontón.

## Carrera política
Fue fundador y presidente del Frente Nacional de Juventudes Democráticas (1955), que propició la candidatura a la presidencia del arquitecto Fernando Belaúnde Terry en las elecciones generales de 1956, en la que quedó en segundo puesto. Dicha agrupación política dio origen poco después al partido Acción Popular, cuyo primer congreso nacional ordinario se realizó en 1957, en el que Alva fue elegido miembro del plenario. En 1958, su partido le encargó la redacción del proyecto de la nueva Ley Electoral, que fue presentada al Senado. Luego fue nombrado secretario de asuntos electorales (1959) y subsecretario general (1961).
Durante las elecciones generales de 1962, y en su calidad de personero de su partido, denunció las presuntas irregularidades en el proceso, contribuyendo a su anulación por obra de las Fuerzas Armadas.

### Diputado por Lima
En las elecciones generales de 1963, resultó elegido como diputado por Lima; entre sus iniciativas legislativas de aquellos años figura el proyecto de Ley de Elecciones Municipales.

### Ministro de Gobierno y Policía
Durante el primer gobierno de Fernando Belaúnde, fue nombrado como ministro de Gobierno y Policía en noviembre de 1965. 
En octubre de 1966 el Congreso lo interpeló luego de un enfrentamiento entre policías y manifestantes en Toquepala, el cual había dejado como saldo un muerto; además, el diputado del Partido Aprista Peruano, Félix Loli Cepero, acusó al ministro de tener en marcha una campaña destinada al fraude electoral. 
Alva Orlandini se presentó el 24 de octubre de 1966 ante la Cámara de Diputados. Su exposición duró 16 horas consecutivas, el más largo en su historia, desde las 3:20 de la mañana hasta las 7:20 de la noche. En su intervención final, Alva Orlandini manifestó: «Considero que el voto de censura de este espurio Parlamento es una condecoración a un hombre del poder ejecutivo». El ministro fue censurado con 61 votos a favor, 29 en contra y ninguna abstención. 
En febrero de 1967 fue suspendido por 15 días tras haberse referido a la coalición APRA-UNO como "una mayoría espuria , constituida a espaldas del pueblo" . 
Luego de la censura, retornó a sus funciones parlamentarias hasta que su mandato legislativo fue interrumpido por el golpe de Estado de Juan Velasco Alvarado en 1968.

### Exilio
Durante el gobierno de Velasco, se dedicó a su profesión de abogado, aunque también siguió haciendo labores partidarias. El 1 de junio de 1974, tras ser detenido por agentes de seguridad del Estado, fue conducido al Aeropuerto Internacional Jorge Chávez para ser deportado a Buenos Aires, pero se negó rotundamente a abordar el avión. Se produjo un forcejeo con sus custodios y ante el escándalo desatado, el capitán del avión se negó a transportarlo, por lo que el gobierno decidió enviarlo deportado a Bolivia vía terrestre. Estuvo en La Paz algunos días. Retornó a Lima vía aérea, pero fue reconocido en el aeropuerto por la policía, siendo otra vez enviado a Bolivia por tierra. Luego pasó a Buenos Aires, y de allí a Guayaquil, para finalmente retornar clandestinamente al Perú por la frontera, en julio del mismo año, continuando así su lucha por desestabilizar el gobierno.
El 2 de septiembre de 1975, el gobierno de Francisco Morales Bermúdez dio una amnistía a los deportados políticos. Alva ya se hallaba en el Perú desde hacía quince meses, de modo que, para él, la amnistía solo significó el fin de su «permanencia ilegal» en el Perú. En mayo de 1976 se realizó el 8.º Congreso Nacional Ordinario de Acción Popular, donde Alva fue elegido secretario general del partido, cargo que ejerció hasta 1979.

### Segundo Vicepresidente de la República
Para las elecciones generales de 1980, se encargó de organizar la campaña electoral de Fernando Belaúnde Terry y Alva Orlandini fue candidato a la segunda vicepresidencia en la plancha presidencial de Belaúnde por Acción Popular. Luego del resultado de las elecciones, Belaúnde resulta ganador y juramenta ante el Congreso de la República junto a Fernando Schwalb y a Alva Orlandini para el periodo presidencial 1980-1985.

### Senador
En las mismas elecciones, Alva Orlandini fue también elegido senador por Acción Popular para el periodo parlamentario 1980-1985.

### Presidente del Senado
El 26 de julio de 1981, fue elegido como presidente del Senado para el periodo legislativo 1981-1982.
Entre 1982 y 1985 volvió a ser secretario general de su partido en reemplazo de Javier Arias Stella.

### Candidato presidencial
En las elecciones generales de 1985, Alva Orlandini se lanzó como candidato presidencial por Acción Popular junto a Manuel Ulloa Elías y Sandro Mariátegui como vicepresidentes. Luego de los resultados, quedó en cuarto lugar, con el 5 % de la votación y no pasó a la 2.ª vuelta donde se enfrentaría Alan García del Partido Aprista Peruano y Alfonso Barrantes de Izquierda Unida.
Participó nuevamente al Senado en las elecciones parlamentarias de 1990 como miembro del Frente Democrático liderado por Mario Vargas Llosa (coalición conformada por el Movimiento Libertad, el Partido Popular Cristiano y Acción Popular). Alva Orlandini fue elegido con 55,455 votos para el periodo parlamentario 1990-1995.
Durante su labor en el senado, fue presidente de las Comisiones Especiales que elaboraron el Código Penal, el Código Procesal Penal, el Código de Ejecución Penal (1991) y el Código Procesal Civil (1992).
El 5 de abril de 1992, su cargo fue interrumpido tras el golpe de Estado decretado por el expresidente Alberto Fujimori. Después del golpe, Alva Orlandini se convirtió en un tenaz opositor del régimen fujimorista.

### Congresista de la República
En las elecciones de 1995, Alva Orlandini volvió a postular al Congreso de la República y resultó elegido para el periodo parlamentario 1995-2000 con 7,791 votos.
Durante su labor en el legislativo, participó en la Comisión encargada de redactar la Ley General de Sociedades y la Ley de Títulos de Valores. También fue opositor a la reelección de Alberto Fujimori y contra la destitución de los magistrados del Tribunal Constitucional.
Nuevamente postuló al Congreso en el año 2000 sin tener éxito. Luego, tras la juramentación de Valentín Paniagua como presidente transitorio, Alva Orlandini fue convocado en reemplazo de Paniagua y juramentó como congresista accesitario el 22 de noviembre del mismo año.

### Presidente del Tribunal Constitucional
En mayo del 2002, fue elegido miembro del Tribunal Constitucional y luego fue designado como presidente del TC desde diciembre del 2002 hasta diciembre del 2005; luego de ello continuó siendo magistrado hasta el 2007.
De 2009 a 2014 fue presidente de Acción Popular.

## Fallecimiento
El 1 de junio del 2020, Javier Alva Orlandini falleció a los 92 años. Su partida ocurre coincidentemente en la fecha de conmemoración del denominado "manguerazo", acto de protesta política que permitió en 1956 la inscripción de Fernando Belaúnde Terry como candidato presidencial, durante el gobierno de Manuel A. Odría.

## Reconocimientos
A lo largo de su vida recibió numerosas condecoraciones y distinciones, entre ellas:
- Orden del Sol del Perú
- Medalla de Honor del Congreso de la República.

Fue condecorado por el Ejército, la Marina, la Fuerza Aérea y la Policía Nacional del Perú; así como por los gobiernos de Argentina, Brasil, Ecuador y Corea del Sur.

## Publicaciones
- Respuesta a la dictadura (1978)
- Yo Ministro (1993)
- Ayer, hoy y mañana (1993)
- Círculo vicioso (1993)
- Palabra de honor (1994)
- Sí Juro (1994)
- La acción de inconstitucionalidad en el Perú (2004)
- Memoria del Presidente del Tribunal Constitucional, 2002-2004 (2004)
- Memoria del Presidente del Tribunal Constitucional, 2004-2005 (2005)
- Una voz en las tinieblas (2007)
- Procesos Constitucionales: Los diez fundamentos (2011).